# Socialismo arabo
Il socialismo arabo (in arabo  الاشتراكية العربية‎?, al-ishtirākiyya al-ʿarabiyya) è il termine con cui viene tradizionalmente indicata l'ideologia politica formulata da Michel 'Aflaq e da Salah al-Din al-Bitar, fondatori del Partito Ba'th assieme ad Akram al-Hawrani, e sviluppatasi poi negli anni successivi tramite figure come Gamal Abdel Nasser, presidente dell'Egitto. Nonostante 'Aflaq sia considerato il primo ad aver formulato il socialismo arabo, questo conobbe diversi sviluppi a partire dal Novecento, soprattutto in seguito alla seconda guerra mondiale e durante il periodo della decolonizzazione.  
Fondamentale per il socialismo arabo fu l'idea di panarabismo: secondo tale dottrina, gli arabi avrebbero dovuto unirsi a livello politico tramite uno Stato unitario di tipo federale. Inizialmente, la collaborazione di tutti gli arabi avrebbe favorito l'indipendenza da ogni tipo di dominio coloniale - principalmente britannico e francese, per poi unirsi politicamente. Questa idea, tuttavia, non risentì di formulazioni specifiche e nonostante la presenza di numerosi regimi fondati sul socialismo arabo, solamente in pochi casi si riuscì a dar vita a governi federali (Repubblica Araba Unita), tutti discioltisi nel giro di pochi anni.

## Lista di socialisti
Ba'thisti (Partito Ba'th iracheno), (Partito Ba'th siriano)
- Zaki al-Arsuzi
- Michel ʿAflaq
- Salah al-Din al-Bitar
- Tariq Aziz
- Saddam Hussein
- Hafiz al-Asad
- Bashar al-Asad

Nasseriani:
- Gamal Abdel Nasser
- Muʿammar Gheddafi (pre-Giamahiria)

Socialisti algerini:
- Ahmed Ben Bella

Socialisti marocchini:
- Mehdi Ben Barka

Socialisti palestinesi:
- George Habash (pre-1969)
- Nayef Hawatmeh

Socialisti libanesi:
- Kamal Jumblatt
- Antun Saaade

Socialisti siriani (Partito Ba'th siriano):
- Akram al-Hawrani